# Campionati svedesi di sci alpino 1964
I Campionati svedesi di sci alpino 1964 si disputarono a Tärnaby; furono assegnati i titoli di discesa libera, slalom gigante e slalom speciale, sia maschili sia femminili.

## Risultati
| Specialità      | Uomini           | Donne              |
| --------------- | ---------------- | ------------------ |
| Discesa libera  | Rune Lindström   | Kathinka Frisk     |
| Slalom gigante  | Bengt-Erik Grahn | Elisabeth Norlén   |
| Slalom speciale | Staffan Lindgren | Vivi-Anne Wassdahl |